# Vimercati (famiglia)
Il Casato dei Vimercati è una delle più antiche famiglie lombarde (nobili), originaria della città di Vimercate, nella regione della Brianza.
La famiglia non fu soltanto un attore locale, ma partecipò anche a vari eventi storici. Fu protagonista nella lotta comunale contro il Barbarossa e collegata ai Sforza, contribuendo al loro percorso di ascesa e consolidamento, e prese parte a conflitti che caratterizzarono il Medioevo e l'età moderna. Durante il Rinascimento, il suo mecenatismo e le alleanze strategiche contribuirono allo sviluppo culturale e artistico della regione, mentre nel periodo del Risorgimento fu coinvolta nelle dinamiche che portarono all'unità d'Italia e alla formazione del Regno d'Italia. Il suo ruolo si estese oltre i confini locali, rappresentando una componente della storia politica, culturale, religiosa e sociale del paese.

## Origini e storia
La famiglia Vimercati è una delle più antiche e illustri casate lombarde, con origini documentate sin dai primi decenni dell’XI secolo. Il nome deriva dalla città di Vimercate, di cui furono investiti della capitaneria della pieve. Le prime menzioni compaiono già nel 1021 con Arialdo, mentre nel 1088 Algiso Vimercati fu nominato valvassore dall’imperatore Enrico IV, sancendo l’alleanza della famiglia con il Sacro Romano Impero.
Attorno al 1050 è attestato a Milano Uberto da Vimercate; suo figlio Teudaldo compare in una donazione alla chiesa di San Fedele (1095) e nuovamente nel 1104, con il figlio omonimo e con Alcherio, probabilmente nipote di Uberto. Nel 1147 lo stesso Teudaldo è ricordato come padre di Alcherio, condottiero milanese che guidò le truppe della città nella battaglia di Cassano d’Adda (1158), dove cadde prigioniero e morì in cattività.
Il figlio Pinamonte Vimercati († post 1185) fu una delle figure più eminenti del Comune di Milano: console nel 1171, anno della ricostruzione della città dopo la distruzione del Barbarossa, e nuovamente nel 1183. Partecipò attivamente alla Lega Lombarda, contribuendo alla vittoria di Legnano (1176), e fu tra i firmatari della Pace di Costanza (1183) e del Trattato di Reggio (1185), che garantirono maggiore autonomia ai comuni lombardi. Le cronache, seppur leggendarie, lo ricordano come promotore del giuramento di Pontida.
Il figlio di Pinamonte, Guido (o Grazio), ne continuò l’eredità politica, ricoprendo la carica di console di Milano (1192, 1224) e di podestà a Vicenza (1195) e a Bologna (1196). In seguito la famiglia fu annoverata nell’Elenco delle antiche nobiltà milanesi del 1277, da cui venivano scelti i canonici ordinari del Duomo, confermando così il suo radicamento tra le casate di maggiore prestigio.

### Il ramo cremasco
Dal ceppo di Pinamonte si svilupparono vari rami, stanziati sia a Milano sia a Crema, dove si insediarono tra il XIII e il XIV secolo. Già nel Trecento i Vimercati di Crema erano annoverati tra le famiglie più influenti, legate al partito guelfo e sostenitrici dei Benzoni. Nel 1351 Pietro Vimercati fu tra i quattordici fondatori dell’Ospedale Maggiore di Porta Ripalta. Seguirono altri uomini di cultura, come Taddeolo Vimercati (docente a Pavia nel 1382) e Giovanni Vimercati (1446)
Durante le lotte tra Guelfi e Ghibellini, nel 1402, alla morte di Galeazzo Visconti, Marcotto Vimercati fu inviato ambasciatore a Milano e scampò a un attentato ghibellino; l’anno seguente, nel 1403, Giovanni, Giovannino e Cremano Vimercati presero parte all’adunanza che elesse i Benzoni signori di Crema. Particolarmente noto fu Gaspare Vimercati, commissario della Repubblica di Milano a Crema nel 1447 e condottiero al servizio di Francesco Sforza. Numerosi membri della casata furono ambasciatori e segretari della Repubblica milanese.
Nel XV secolo emersero altre figure di rilievo:
- Nicolò Vimercati (†1447), cavaliere sotto Braccio da Montone e comandante al servizio della Repubblica di Firenze;
- Luigi il Vecchio, inviato a Venezia nel 1450, autore di un celebre discorso al doge Francesco Foscari per chiedere l’annessione di Crema alla Serenissima;
- Francesco Vimercati, podestà in diverse città italiane, tra cui Mantova, Reggio e Firenze, dove sposò una Malatesta;
- Agostino Vimercati (†1517), luogotenente di Gubbio, podestà di Ravenna e magistrato straordinario del Ducato di Milano.[4]

### L’unione con i Sanseverino
Un momento cruciale avvenne nel 1528, quando Sermone Vimercati, senatore di Milano e cavaliere, sposò Ippolita Sanseverino, figlia di Ugo, senatore del Ducato e generale degli Sforza. La dote portò ai Vimercati parte del contado di Pandino, accrescendo i possedimenti di Palazzo Pignano, e la famiglia unì al proprio il cognome dei Sanseverino, antica stirpe normanna trasferitasi in Lombardia nel XV secolo.
Dal matrimonio nacque Marcantonio Vimercati, valoroso condottiero della guerra di Cipro sotto le insegne veneziane. Nel 1577 il doge Sebastiano Venier lo investì del titolo di conte di Palazzo Pignano (o Parasio), trasmissibile a discendenti maschi e femmine. I suoi fratelli Ottaviano e Lodovico furono anch’essi condottieri: Lodovico, governatore di Zara e colonnello del Friuli, morì a Corfù nel 1614, ricevendo solenni esequie a spese della Repubblica di Venezia.

### Dal Seicento all’età moderna
Nel XVII secolo la famiglia consolidò il prestigio nelle carriere militari, diplomatiche ed ecclesiastiche. Giovan Battista Vimercati Sanseverino, nipote del conte Annibale, militò in Savoia con il fratello Lodovico; Giovanni Andrea Vimercati fu cameriere del papa Giulio III. Molti membri entrarono nel Sacro Militare Ordine Gerosolimitano e le cronache ricordano almeno sette cavalieri.
Oltre alla carriera militare, la casata fornì eminenti ecclesiastici e giuristi: Cesare Vimercati, arcidiacono e fondatore dell’Accademia dei Sospinti a Crema , e numerosi membri entrati nel Sovrano Ordine Militare di Malta . La famiglia annoverava anche benefattori, come Massimo Vimercati che nel 1704 lasciò ingenti beni all’Ospedale degli Infermi .
Nel Risorgimento si distinse Ottaviano Vimercati (1815‑1879), combattente in Algeria, Crimea e nelle guerre d’indipendenza, protagonista delle Cinque Giornate di Milano. Uomo di fiducia di Camillo Benso di Cavour, fu inviato straordinario presso la corte di Napoleone III. Re Vittorio Emanuele II lo definì “il Primo Lombardo”.

### I rami collaterali
Tra i rami collaterali va ricordata la linea dei Vimercati Sozzi di Bergamo, discendenti di un ramo bandito dal Ducato di Milano e rifugiatisi in terra bergamasca. Nel 1681 ottennero il titolo di conti di Cornate per l’acquisto del feudo omonimo.
Un ramo romano, discendente di Lodovico si stabilì nel Seicento a Roma. Annoverò tra i suoi membri Faustino Vimercati Sanseverino (1801‑1878), patriota delle Cinque Giornate di Milano e senatore del Regno d’Italia, e il figlio Alfonso (1836‑1907), prefetto politico a Napoli. Giovanni Vimercati, nel 1855 sposò a Roma la principessa Luigia Carlotta di Borbone, duchessa di Sassonia e infante di Spagna.

## Titoli e possedimenti
Nel corso dei secoli, diversi membri della famiglia furono insigniti di titoli nobiliari, tra cui quello di conti e marchesi. I Vimercati possedevano numerosi terreni e proprietà, tra cui il Palazzo Vimercati a Milano, uno degli esempi più notevoli del loro patrimonio architettonico. Il palazzo, situato in via Carlo Ottavio Cornaggia, è un simbolo del potere e della ricchezza della famiglia nel capoluogo lombardo.

## Relazioni e matrimoni
La famiglia Vimercati consolidò ulteriormente il proprio status attraverso matrimoni con altre casate nobili. Tra queste ricordiamo i Visconti, i Benzoni, gli Zurla, i Premoli, i Bonzi, i Carioni, i Porcia e i Secco.
Sicuramente la fusione più importante, da cui nacque il ramo Vimercati Sanseverino, fu nel 1528 quando Sermone Vimercati di Crema, sposò Ippolita Sanseverino, figlia di Ugo, Senatore del Ducato di Milano e Generale di Galeazzo Sforza. Appartenente ad una delle più illustri case del regno di Napoli, e tra le più nobili d'Italia.
Un altro importante matrimonio avvenne nel 1855 a Roma, quando Giovanni Vimercati sposò Maria Luisa Carlotta di Borbone-Parma, membro della prestigiosa casa reale Borbone.
Ricordiamo anche il matrimonio avvenuto nel 1738 tra Valeria Vimercati e il conte Ercole Bonzi, Conte del Serio, una prestigiosa e antica famiglia nobile della città di Crema.

## Legami ecclesiastici
Diversi membri della famiglia Vimercati ricoprirono incarichi di rilievo anche in ambito ecclesiastico. Alcuni esponenti della famiglia furono nominati vescovi e abati, aumentando così l'influenza della casata non solo sul piano politico, ma anche su quello religioso. La loro presenza nelle istituzioni ecclesiastiche della Lombardia fu costante e significativa, contribuendo a consolidare la loro immagine di autorità morale e spirituale.

## Rami cadetti
Diversi rami della famiglia Vimercati emersero man mano che si espandevano dal ceppo milanese, ciascuno seguendo percorsi distinti che plasmarono la loro eredità nobiliare.
Un ramo della famiglia si stabilì a Crema, dando origine a figure di rilievo come Gaspare, Ottaviano, Giovanni e Agostino Vimercati. Nel tempo, questo ramo si suddivise in diversi sottogruppi, il più prestigioso dei quali fu la linea dei Vimercati Sanseverino. L’importanza sorse dall’unione ai Sanseverino, una delle più illustri case del regno di Napoli e tra le più nobili d'Italia, ed i servizi resi alla Repubblica di Venezia. Nel 1574 il Doge Sebastiano Venier concesse loro il titolo di Conte di Palazzo.
Un altro ramo, dopo essersi ribellato ai Duchi di Milano, trovò rifugio a Bergamo sotto il nome di Sozzi. Tuttavia, nel corso del XVII secolo, riuscirono a riappropriarsi del loro cognome originario, dando vita alla linea dei Vimercati Sozzi, che dal 1681 detennero il titolo di Conti di Cornate.
Un terzo ramo si stabilì a Verona.

## Stemmi
- Vimercati di Milano: Di rosso, al castello d'argento, torricellato di tre pezzi, la torre centrale più alta, aperto e finestrato del campo; il capo d’oro, caricato di un'aquila di nero, coronata nel campo.
- Vimercati-Sanseverino di Crema: Di rosso, a tre bande d’oro; il capo d’azzurro, caricato di due stelle d’oro.
- Vimercati di Verona: D’oro, a tre bande di rosso, il capo d’azzurro.
- Vimercati-Sozzi di Bergamo: D’oro, all’aquila bicipite di nero, coronata su entrambe le teste; partito d’argento e di rosso, con un castello torricellato di due pezzi, merlato alla guelfa, aperto e finestrato del campo, sormontato da due galli affrontati, il tutto alternato nei colori; attraversato da un cipresso sradicato di verde.[6]

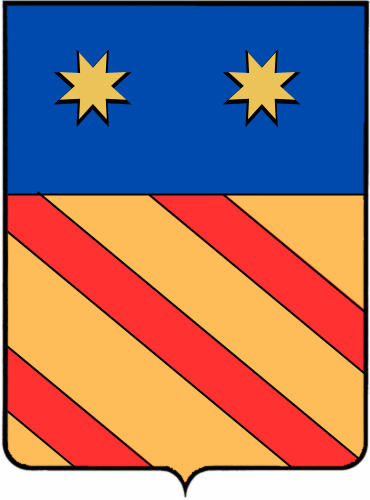
Stemma dei Vimercati di Crema.

## Elenco dei membri notabili
- Arialdo Vimercati (XI secolo): Uno dei primi membri noti della famiglia, citato in documenti del 1021.[7]
- Algiso Vimercati (XI secolo): Nel 1088 era valvassore dell'imperatore Enrico IV, consolidando il legame tra la famiglia Vimercati e il Sacro Romano Impero.[3]
- Pinamonte da Vimercate (XII secolo – dopo il 1183): Console di Milano nel 1171 e nel 1183, in un periodo chiave per la città dopo la distruzione da parte di Federico Barbarossa (1162) e la successiva Pace di Costanza (1183). Fu inoltre podestà di Bologna nel 1176.[5]
- Guido Vimercati (XII-XIII secolo): Figlio di Pinamonte, fu console di Milano nel 1192 e nel 1224. Ricoprì il ruolo di podestà di Vicenza (1195) e podestà di Bologna (1196), confermando l’influenza politica della famiglia in diverse città dell'Italia settentrionale.[7]
- Gaspare da Vimercate (XV secolo – 1467): Uomo d’armi e consigliere del duca Francesco Sforza, partecipò alla presa di Milano nel 1450, contribuendo alla fine della Repubblica Ambrosiana. Nel 1452 fu nominato conte di Valenza e divenne responsabile delle finanze ducali. Fondatore e sepolto nella chiesa di Santa Maria delle Grazie a Milano.[12][13]
- Sermone Vimercati (il giovane) (XVI secolo): Nel 1528 sposò Ippolita Sanseverino, unendo le fortune delle due famiglie e dando origine al ramo dei Vimercati Sanseverino.[7]
- Lodovico Vimercati (XVII secolo): Militare che servì prima il Ducato di Savoia, poi la Repubblica di Venezia, distinguendosi nelle guerre dell’epoca.[7]
- Giovanni Vimercati (1788-1861): Nel 1854 sposò a Roma Maria Luisa Carlotta di Borbone-Parma.[14]
- Faustino Vimercati (1801-1878): Patriota e cospiratore, partecipò alle lotte risorgimentali. Dopo l’unità d’Italia divenne senatore del Regno d’Italia. Sposò Franziska Seraphina, figlia di Alphons Gabriel von Porcia, X principe di Porcia.[7]
- Agostino Vimercati (1813-1886): Cavaliere dell'Ordine di San Giovanni di Gerusalemme e della Corona d'Italia. Alla sua morte donò ventimila lire all'Istituto della Misericordia e altre ventimila agli Asili Infantili. Lasciò inoltre mille lire da distribuire ai poveri della città. Prozio di Antonio Bonzi Vimercati.
- Ottaviano Vimercati (1815-1879): Ufficiale e diplomatico milanese, veterano delle campagne francesi in Algeria e delle guerre del Risorgimento, fu uomo di fiducia di Cavour. Inviato straordinario presso Napoleone III, contribuì all’alleanza franco-piemontese per la Seconda Guerra d’Indipendenza. Fu al fianco di Garibaldi nella campagna in Italia centrale del 1860 e successivamente negoziò a Parigi il riconoscimento del Regno d’Italia e lo sgombero delle truppe francesi da Roma. Fu nominato senatore del Regno nel 1879.[7]
- Alfonso Vimercati (1836-1907): Figlio di Faustino e Franziska Seraphina von Porcia, seguì le orme paterne e fu anch’egli senatore del Regno d’Italia.[7]

## Abitazioni
Delle abitazioni costruite ed abitate dai Vimercati, si ricordano in particolare:
- Palazzo Vimercati, residenza storica di Milano
- Palazzo Marazzi già Vimercati, residenza storica di Crema
- Palazzo Barbàra già Vimercati, residenza storica di Crema
- Palazzo Vimercati Sanseverino, residenza storica di Crema
- Palazzo Donati De' Conti (già Vimercati Sanseverino e Vimercati), dimora storica in via Vimercati a Crema
- Palazzo Bonzi (già Benvenuti, Vimercati), palazzo storico in via Giacomo Matteotti a Crema.
- Villa Vimercati Sanseverino detta il Palazzo, residenza storica di Vaiano Cremasco
- Villa Vimercati Groppallo Castelbarco, residenza storica di Torlino Vimercati.
- Castello Vimercati-Sozzi, un castello in rovina nel comune di Cisano Bergamasco.